# پایگاه آب‌نشین لیندیز لندینگ غربی
پایگاه آب‌نشین لیندیز لندینگ غربی (به انگلیسی: Lindey's Landing West Seaplane Base) یک فرودگاه همگانی بهره‌برداری هوایی است که یک باند فرود آب دارد و طول باند آن ۴۲۶۷ متر است. این فرودگاه در کشور کانادا قرار دارد و در ارتفاع ۱۲۱۷ متری از سطح دریا واقع شده‌است.